# Bernard Hagelsteen
Pour les articles homonymes, voir Hagelsteen.
Bernard Hagelsteen, né le 12 août 1947 à Alger (Algérie), ancien haut fonctionnaire à la retraite depuis 2011, est président de Stade Bordeaux-Atlantique, société gestionnaire du stade Matmut-Atlantique de Bordeaux.
Bernard Hagelsteen a supervisé le projet d'aéroport de Notre-Dame-des-Landes lorsqu’il était préfet de la Loire-Atlantique et de la région Pays de la Loire. Un an après qu'il eut quitté ses fonctions, l'appel d'offres de la construction de l’aéroport est remporté en 2010 par groupe Vinci. Bernard Hagelsteen est ensuite recruté en 2011 par Autoroutes du Sud de la France puis par Vinci Autoroutes en tant que responsable de la lutte contre la fraude aux péages des Autoroutes du Sud de la France et conseiller auprès de Pierre Coppey, président de Vinci Autoroutes, qui appartiennent toutes les deux au groupe Vinci, comme Vinci Airports, concessionnaire de cet aéroport pour cinquante ans,. Les opposants à l’aéroport dénoncent ce qu'ils considèrent comme un pantouflage. Cette embauche a été visée par la Commission de déontologie de la fonction publique,.

## Biographie

### Origines
Bernard Émile Gierdt Hagelsteen est né le 12 août 1947 à Alger (Algérie) d'un père pharmacien.

### Formation
Bernard Hagelsteen est ancien élève de l’Institut d’études politiques de Paris et de l'École nationale d’administration (ENA) (promotion François-Rabelais en 1973).

### Famille
Bernard Hagelsteen épouse en juillet 1972 Marie-Dominique Monfraix (née le 1er avril 1948 à Aremberg (Allemagne) et décédée en septembre 2012), fille du préfet Jean Monfraix. De leur union naissent trois enfants : Laurence, Charles et Axel.

## Carrière dans la fonction publique
Préfet hors cadre, il est en 1992-1993 coordonnateur de la libre circulation des personnes en Europe et de la mise en œuvre des Accords de Schengen.
Nommé Préfet de la région Lorraine et de la Moselle le 25 juin 2002, Bernard Hagelsteen participe en 2003 au lancement du projet de développement industriel Alzette-Belval. Il conduit en 2004 une concertation sur la mise au point des dessertes de la LGV Est européenne. Les négociations aboutissent le 2 février 2005, avec la présentation à Metz par le comité de suivi, du projet des dessertes du TGV Est européen établi par la SNCF. Il intervient également dans la reconversion des bassins miniers de Lorraine. Au premier semestre 2005, il annonce une enveloppe budgétaire de 40 millions d'euros pour mettre en œuvre les projets d'aménagement prioritaires dans les bassins miniers et sidérurgiques en reconversion, au titre du Paser Lorraine (projet d'actions stratégique de l'Etat en région) 2004-2006. Il a la responsabilité d'organiser « l'ennoyage » des anciennes mines de fer ainsi que les dispositions pour en limiter les conséquences, en concertation avec les communes.
Bernard Hagelsteen est nommé Préfet de la région Pays de Loire et de la Loire-Atlantique en juin 2007. Le 27 novembre 2007, lors de manifestations lycéennes et étudiantes contre la loi LRU, un lycéen de 17 ans est blessé par un tir de flash ball et perd un œil,. Bernard Hagelsteen signe notamment, en mai 2009, la "charte nationale d'insertion" avec la ville de Nantes, qui permet aux habitants des quartiers concernés par le programme national de rénovation urbaine de se voir proposer en priorité des emplois contribuant directement à la réalisation du projet.
Bernard Hagelsteen participe aussi à l'avancée du projet d'aéroport de Notre-Dame des Landes. La déclaration d'utilité publique (DUP) est publiée par décret le 10 février 2008, et la préfecture prépare l’avis d'appel public à la concurrence pour réaliser l’aéroport, publié au Journal Officiel de l'Union Européenne le 5 septembre 2008. Il est responsable de l'enquête coût-bénéfice sur le projet, dont l'État aurait manipulé les chiffres pour la rendre positive, selon le sénateur Ronan Dantec, ancien adjoint au maire de Nantes, Jean-Marc Ayrault.
Nommé conseiller-maître à la Cour des comptes de juillet 2009 à mars 2011, Bernard Hagelsteen contribue notamment au rapport La Poste : un service public face à un défi sans précédent, une mutation nécessaire.
En 2010, Vinci obtient la concession de l'aéroport de Notre-Dame des Landes. Peu après, en avril 2011, Bernard Hagelsteen est nommé conseiller auprès du président de Vinci Autoroutes France. 
Le 14 septembre 2015, Bernard Hagelsteen est nommé président de Stade Bordeaux-Atlantique, société gestionnaire du stade Matmut-Atlantique de Bordeaux.

## Récompenses et distinctions

### Décorations
En novembre 2006, Bernard Hagelsteen est promu  Commandeur de l'ordre national du Mérite  et en avril 2012,  Commandeur de la Légion d'honneur .